# Bohai-Bucht
Die Bohai-Bucht (chinesisch 渤海灣 / 渤海湾, Pinyin Bóhǎi Wān, englisch Bohai Bay) ist neben der Laizhou-Bucht (Golf von Laitschou) und der Liaodong-Bucht (Golf von Liaodong) eine der drei großen Meeresbuchten/Golfe, die den Golf von Bohai / das Bohai-Meer im Norden des Gelben Meeres bilden.
Der Golf von Bohai steht durch die Bohai-Straße (Tschili-Straße) mit dem Gelben Meer in Verbindung. Die Bucht liegt im Westen des Bohai-Meeres und grenzt an das Gebiet der Provinz Hebei und der regierungsunmittelbaren Stadt Tianjin. Diese Hafenstadt hat etwa 14 Millionen Einwohner. 
Sie wird im Norden durch die Mündung des Daqing He (大清河) im Süden des Kreises Laoting (Tangshan) und im Süden durch die Mündung des Gelben Flusses (Huang He) in Shandong begrenzt. Auch der Fluss Hai He und der Ji-Kanal münden in die Bucht. Die durchschnittliche Tiefe beträgt etwa 12,5 Meter, im Winter ist sie für ca. drei Monate vereist (siehe auch Peking#Klima). 
Die Fischerei gilt als wirtschaftlich bedeutend. Changlu Yanqu (长芦盐区 – „Changlu-Salzbezirk“) ist das bedeutendste Salzproduktionsgebiet Chinas. In der Bohai-Bucht gibt es mehrere Ölfelder; sie werden von der China National Offshore Oil Corporation und ConocoPhillips China betrieben. Der Hochseehafen Tianjin Xingang an der Mündung des Hai He in Tanggu ist ein großer Hochseehafen. 
Die Bucht liegt in einer seismisch sehr aktiven Zone.

## Tunnelprojekt
China plante (Stand Januar 2014) den Bau einer 123 Kilometer langen Eisenbahnverbindung, die die Bohai-Straße unterqueren sollte. Sie sollte die Hafenstädte Dalian und Yantai miteinander verbinden. Dalian gilt als Chinas nördlichster eisfreier Seehafen. Die Strecke wäre länger als die beiden bislang längsten Tunnel der Welt: Seikan-Tunnel in Japan (54 Kilometer, davon 23,3 km unter dem Meer) und Eurotunnel unter dem Ärmelkanal (50 Kilometer, davon 38 km unterseeisch).
Das Projekt wurde seit 2009 mehrmals dem Nationalen Volkskongress vorgelegt. 2011 fand die Idee Eingang in die Regionalplanung der Provinz Shandong, die der Staatsrat als Zentralregierung gebilligt hatte. Die Zeitung China Daily berichtete am 14. Februar 2014, der endgültige Entwurf könnte dem Staatsrat im April vorgelegt werden.
siehe auch: Liste der längsten Tunnel der Erde